# Фундаментальная плоскость
Фундамента́льная пло́скость — плоскость, выбором которой (как, впрочем, и началом координат в заданной точке этой плоскости) определяются различные системы сферических, географических, геодезических и астрономических координат (включая небесные координаты).
В сферической системе координат фундаментальной называется плоскость, в которой содержится начало координат и отсчитывается азимутальный угол. Пусть система сферических координат определяется по отношению к прямоугольной декартовой системе координат (x, y, z). Пусть направление зенита задаётся осью Z, а азимут отсчитывается от оси Х в плоскости (x, y). Тогда плоскость (x, y) будет называться фундаментальной плоскостью сферической системы координат.
Географические координаты и геодезические координаты определяют положение точек на земной поверхности.
Фундаментальная плоскость географических и геодезических координат содержит экватор.
Если же фундаментальная плоскость содержит линию горизонта вокруг наблюдателя на поверхности земли, то она называется фундаментальной плоскостью горизонтальной системы небесных координат.
Фундаментальная плоскость эклиптической системы координат содержит плоскость эклиптики.